# Gran Premio del Úlster de Motociclismo de 1970
El Gran Premio de las Naciones de Motociclismo de 1970 fue la décima prueba de la temporada 1970 del Campeonato Mundial de Motociclismo. El Gran Premio se disputó el 15 de agosto de 1970 en Dundrod.
Inicialmente, la carrera 50cc también era parte del programa, pero los organizadores se vieron obligados a cancelarla debido a que eran muy pocos inscriptos, tan solo 8 miembros. Este hecho les hizo temer la cancelación de la prueba mundial, ya que la regulación internacional preveía un mínimo de 5 pruebas para cada Gran Premio.
Tanto por el hecho de que ahora los títulos mundiales de los principales desplazamientos fueron asignados matemáticamente, como por el hecho de que Úlster estaba molesto en ese momento por disturbios, no todos los equipos estaban presentes en la carrera; entre los ausentes la MV Agusta con Giacomo Agostini.
También fue la última vez que este Gran Premio entró válido en el Mundial. El año siguiente fue cancelado debido a los eventos de Domingo Sangriento y las siguientes ediciones ya no eran válidas para este campeonato.

## Resultados 500cc
En 500 cc, Giacomo Agostini tomó la delantera en la carrera de 500cc, pero se dejó caer para dejar pasar a Ginger Molloy. Rodaron juntos durante seis vueltas, pero después de eso Agostini dio más gasolina y se impuso en solitario. Malcolm Uphill (Suzuki T500) y Christian Ravel (Kawasaki) rodaron por el tercer lugar pero ambos tuvieron que abandonar dando la plaza de podio que quedaba a Percy Tait.
| Pos.    | Piloto             | Equipo                  | Tiempo       | Pts. |
| ------- | ------------------ | ----------------------- | ------------ | ---- |
| 1       | Giacomo Agostini   | MV Agusta               | 1h 05' 21" 6 | 15   |
| 2       | Ginger Molloy      | Kawasaki                | +1' 58"      | 12   |
| 3       | Percy Tait         | Seeley                  | +2' 32" 2    | 10   |
| 4       | Jack Findlay       | Seeley-Suzuki           | +2' 33"      | 8    |
| 5       | Peter Williams     | Arter Matchless         | +3' 34" 2    | 6    |
| 6       | Martin Carney      | Kawasaki                | +4' 15" 8    | 5    |
| 7       | Martti Pesonen     | Yamaha                  | +4' 23" 2    | 4    |
| 8       | Gerry Mateer       | Norton                  | +1 Vuelta    | 3    |
| 9       | John Williams      | Metisse-Matchless       | +1 Vuelta    | 2    |
| 10      | Charlie Dobson     | Seeley                  | +1 Vuelta    | 1    |
| 11      | Peter Berwick      | Aermacchi               | +1 Vuelta    |      |
| 12      | Alan Lawton        | Norton                  | +1 Vuelta    |      |
| 13      | Vincent Duckett    | Seeley                  | +1 Vuelta    |      |
| 14      | Harris Healey      | Seeley                  | +1 Vuelta    |      |
| 15      | Ken Kay            | Aermacchi               | +1 Vuelta    |      |
| 16      | Campbell Gorman    | Velocette               | +2 Vueltas   |      |
| 17      | George Fogarty     | Shepherd                | +2 Vueltas   |      |
| 18      | Chris Neve         | Seeley                  | +2 Vueltas   |      |
| 19      | Robert Reid        | Norton                  | +2 Vueltas   |      |
| 20      | Tony Turner        | Norton                  | +3 Vueltas   |      |
| Ret     | Christian Ravel    | Kawasaki                | Ret          |      |
| Ret     | Alan Barnett       | Seeley                  | Ret          |      |
| Ret     | Cliff Carr         | Kawasaki                | Ret          |      |
| Ret     | Geoff Barry        | Oakley-Seeley-Matchless | Ret          |      |
| Ret     | Ron Chandler       | Seeley                  | Ret          |      |
| Ret     | Tom Dickie         | Kuth Seeley             | Ret          |      |
| Ret     | Tony Jefferies     | Matchless               | Ret          |      |
| Ret     | Jack Findlay       | Norton                  | Ret          |      |
| Ret     | Denis Gallagher    | Seeley                  | Ret          |      |
| Ret     | Robert Graham      | Aermacchi               | Ret          |      |
| Ret     | Theo Louwes        | Norton                  | Ret          |      |
| Ret     | Ray McCullough     | Seeley                  | Ret          |      |
| Ret     | Billie Nelson      | Paton                   | Ret          |      |
| Ret     | Barry Randle       | Seeley                  | Ret          |      |
| Ret     | Tommy Robb         | Seeley                  | Ret          |      |
| Ret     | Paul Smart         | Seeley                  | Ret          |      |
| Ret     | Malcolm Uphill     | Suzuki                  | Ret          |      |
| Ret     | Bill Smith         | Kawasaki                | Ret          |      |
| Ret     | Charlie Watts      | Norton                  | Ret          |      |
| DNQ     | Renzo Pasolini     | Benelli                 | DNQ          |      |
| DNQ     | Godfrey Nash       | Norton                  | DNQ          |      |
| DNQ     | Stan Adams         | Seeley                  | DNQ          |      |
| DNQ     | Trevor Armstrong   | Norton                  | DNQ          |      |
| DNQ     | Barry Dicthburn    | Seeley                  | DNQ          |      |
| DNQ     | John Dodds         | LinTo                   | DNQ          |      |
| DNQ     | Steve Ellis        | LinTo                   | DNQ          |      |
| DNQ     | Bosse Granath      | Husqvarna               | DNQ          |      |
| DNQ     | Gyula Marsovszky   | LinTo                   | DNQ          |      |
| DNQ     | Eric Offenstadt    | Kawasaki                | DNQ          |      |
| DNQ     | Renzo Pasolini     | Benelli                 | DNQ          |      |
| DNQ     | Pierre-Louis Tebec | Kawasaki                | DNQ          |      |
| Fuente: |                    |                         |              |      |

## Resultados 350cc
En 350cc, los pilotos de Yamaha Kent Andersson y Rodney Gould salieron los más rápidos, mientras que Giacomo Agostini (MV Agusta) pareció tomarse las cosas con calma y rodó en tercer lugar. En la segunda vuelta, Andersson se retiró pro problemas en la caja de cambios y Gould dejó de carburar después de cinco vueltas por lo que la victoria fue para el gran campeón italiano.
| Pos. | Piloto             | Equipo    | Tiempo       | Pts. |
| ---- | ------------------ | --------- | ------------ | ---- |
| 1    | Giacomo Agostini   | MV Agusta | 1h 04' 53" 8 | 15   |
| 2    | Günter Bartusch    | MZ        | +1' 51" 4    | 12   |
| 3    | Tommy Robb         | Yamaha    | +2' 04"      | 10   |
| 4    | Tony Rutter        | Yamaha    | +2' 04" 8    | 8    |
| 5    | Martti Pesonen     | Yamaha    | +3' 08" 4    | 6    |
| 6    | Alan Barnett       | Aermacchi | +3' 16" 2    | 5    |
| 7    | Theo Louwes        | Yamaha    |              | 4    |
| 8    | Tony Jefferies     | Yamaha    |              | 3    |
| 9    | Mick Chatterton    | Yamaha    |              | 2    |
| 10   | Denis Gallagher    | Aermacchi |              | 1    |
| 11   | Peter Berwick      | Aermacchi | +1 Vuelta    |      |
| 12   | Eric Offenstadt    | Kawasaki  | +1 Vuelta    |      |
| 13   | Gerry Mateer       | Aermacchi | +1 Vuelta    |      |
| 14   | Hans-Dieter Gorgen | Yamaha    | +1 Vuelta    |      |
| 15   | Bill McCosh        | Aermacchi | +1 Vuelta    |      |
| 16   | Roy Graham         | Aermacchi | +1 Vuelta    |      |
| 17   | Roy Graham         | Aermacchi | +1 Vuelta    |      |
| 18   | Alan Lawton        | Norton    | +2 Vueltas   |      |
| 19   | Bosse Granath      | Yamaha    | +2 Vueltas   |      |
| 20   | D. Crawford        | Aermacchi | +2 Vueltas   |      |
| Ret  | Rodney Gould       | Yamaha    | Ret          |      |
| Ret  | Kent Andersson     | Yamaha    | Ret          |      |

## Resultados 250cc
Rodney Gould tenía la oportunidad de convertirse en campeón mundial de 250cc en este Gran Premio, siempre que ganara. Gould fue el más rápido en los entrenamientos y también salió mejor que los demás. Pero después de cuatro vueltas, Kel Carruthers se puso por delante ya que el británico tuvo problemas con la caja de cambios de seis velocidades que había recibido de la fábrica.
| Pos. | Piloto           | Equipo         | Tiempo     | Pts. |
| ---- | ---------------- | -------------- | ---------- | ---- |
| 1    | Kel Carruthers   | Yamaha         | 1h 06' 34" | 15   |
| 2    | Rodney Gould     | Yamaha         | +37"       | 12   |
| 3    | Paul Smart       | Yamaha         | +2' 11" 6  | 10   |
| 4    | Tony Rutter      | Yamaha         | +3' 11" 6  | 8    |
| 5    | Alex George      | Yamaha         | +4' 25" 2  | 6    |
| 6    | Bosse Granath    | Yamaha         | +4' 33" 8  | 5    |
| 7    | Derek Chatterton | Yamaha         | +4' 36" 8  | 4    |
| 8    | Malcolm Uphill   | Suzuki         | +8' 11" 4  | 3    |
| 9    | Peter Berwick    | Suzuki         | +1 Vuelta  | 2    |
| 10   | Mick Chatterton  | Yamaha         | +1 Vuelta  | 1    |
| 11   | Terry Grotefeld  | Padgett Yamaha | +1 Vuelta  |      |
| 12   | Barry Randle     | Yamaha         | +1 Vuelta  |      |
| 13   | Billy Guthrie    | Dudgale Yamaha | +1 Vuelta  |      |
| 14   | R.K. Tolan       | Yamaha         | +2 Vueltas |      |
| 15   | Eamon McHenry    | Suzuki         | +2 Vueltas |      |
| 16   | Norman Dunn      | Yamaha         | +2 Vueltas |      |
| 17   | T. Colligan      | Bultaco        | +2 Vueltas |      |

## Resultados 50cc
Derbi ya había anunciado que lanzaría una versión más rápida del su moto de 50cc en Úlster. Tenía que hacerlo, porque Aalt Toersen había ganado tres Grandes Premios seguidos con su Jamathi y se había convertido en una seria amenaza para el título mundial de Ángel Nieto. En la carrera, el holandés fue el primer más rápido al inicio pero Nieto ya lo pasó en la segunda vuelta. Toersen tuvo que luchar por la segunda plaza con Salvador Cañellas y sería el catalán el que le acabaría robando esa posición. Con esta victoria, Nieto se proclamaba virtualmente campeón del mundo de la cilindrada ya que solo necesitaba un segundo lugar en cualquiera de las carreras que quedaban para proclamarse campeón.
| Pos. | Piloto            | Equipo    | Tiempo     | Pts. |  |
| ---- | ----------------- | --------- | ---------- | ---- |  |
| 1    | Ángel Nieto       | Derbi     | 32' 19" 6  | 15   |  |
| 2    | Salvador Cañellas | Derbi     | +26" 2     | 12   |  |
| 3    | Aalt Toersen      | Jamathi   | +26" 8     | 10   |  |
| 4    | Rudolf Kunz       | Kreidler  | +1' 32" 4  | 8    |  |
| 5    | Martin Mijwaart   | Jamathi   | +2' 45" 8  | 6    |  |
| 6    | Jan de Vries      | Kreidler  | +3' 10"    | 5    |  |
| 7    | Chris Geary       | Honda     |            | 4    |  |
| 8    | Chris Walpole     | Honda     |            | 3    |  |
| 9    | Ray Simpson       | Honda     | +1 Vuelta  | 2    |  |
| 10   | Denis Clancy      | Yamaha    | +1 Vuelta  | 1    |  |
| 11   | Eamon McHenry     | Yamaha    | +1 Vuelta  |      |  |
| 12   | A.G. Taylor       | Suzuki    | +1 Vuelta  |      |  |
| 13   | Barry Hickmott    | Kreidler  | +1 Vuelta  |      |  |
| 14   | John Robert Finch | Minarelli | +1 Vuelta  |      |  |
| 15   | B. Mulvany        | Yamaha    | +1 Vuelta  |      |  |
| 16   | S. Donnan         | Suzuki    | +1 Vuelta  |      |  |
| 17   | J. Murphy         | Derbi     | +2 Vueltas |      |  |